# Lipovník (district de Topoľčany)
Pour les articles homonymes, voir Lipovník.
Lipovník (hongrois : Lipovnok) est un village de Slovaquie situé dans la région de Nitra.

## Histoire
Première mention écrite du village en 1283.

## Démographie

### Évolution de la population
| Année:               | 1994. | 2004.   | 2014.   | 2024.   |
| -------------------- | ----- | ------- | ------- | ------- |
| Nombre de personnes: | 345   | 332     | 324     | 309     |
| Différence:          |       | -3,76 % | -2,40 % | -4,62 % |

| Année:               | 2023. | 2024.   |
| -------------------- | ----- | ------- |
| Nombre de personnes: | 311   | 309     |
| Différence:          |       | -0,64 % |